# Berlin-Frohnau

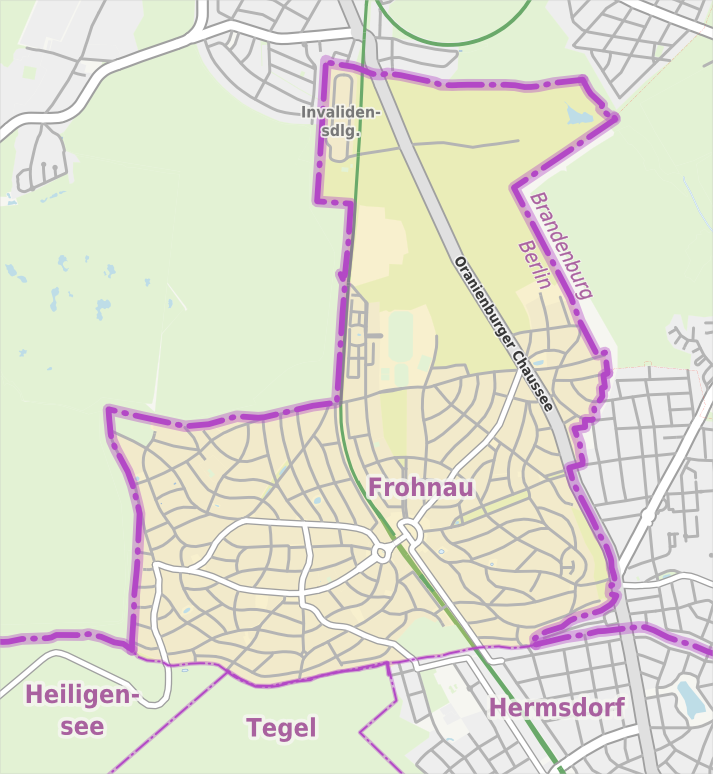
Übersichtskarte Frohnau

Frohnau ist ein Berliner Ortsteil im Bezirk Reinickendorf.

## Lage
Frohnau ist der nördlichste Ortsteil des Bezirks Reinickendorf und liegt am nordwestlichen Rand Berlins. Der nördlichste Punkt befindet sich in der Invalidensiedlung, die an der Grenze zu Hohen Neuendorf in Brandenburg liegt. Die benachbarten Berliner Ortsteile sind im Südwesten  Heiligensee, im Süden Tegel und im Südosten Hermsdorf. Im Westen, Norden und Osten grenzt der Ortsteil an den Landkreis Oberhavel in Brandenburg. Im Norden grenzt Frohnau an die Stadt Hohen Neuendorf. Der zu dieser Stadt gehörende Ortsteil Stolpe liegt nordwestlich von Frohnau. Im Osten schließt sich die Gemeinde Glienicke/Nordbahn an, deren Wohnbebauung in die des Berliner Ortsteils übergeht. Nordöstlich liegt die zur Gemeinde Mühlenbecker Land gehörende Bieselheide.
Naturräumlich bildet Frohnau (gemeinsam mit dem angrenzenden Hohen Neuendorf) den westlichen Zipfel der Hochfläche des Barnim. Das Ortsgebiet liegt jenseits des  Berliner Urstromtals und somit bis zu 30 m höher als die Umgebung südlich des Entenschnabels.
Teiche und Pfuhle

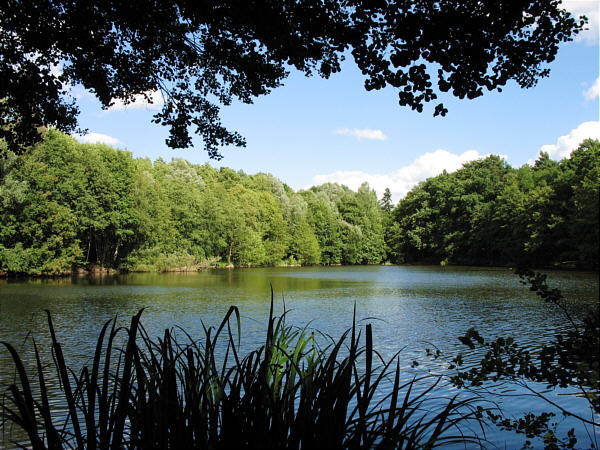
Hubertussee

Zur Regenwasserversickerung wurden bei der Anlage Frohnaus zahlreiche Teiche geschaffen. Auch natürliche Pfuhle eigneten sich dafür. Die Gewässer sind zumeist Bestandteile von geschützten Grünanlagen, deren ökologische Funktion jedoch eingeschränkt ist. In Frohnau befinden sich 18 solcher Teiche und Pfuhle, die größtenteils nach der jeweils anliegenden Straße benannt sind.

## Geschichte

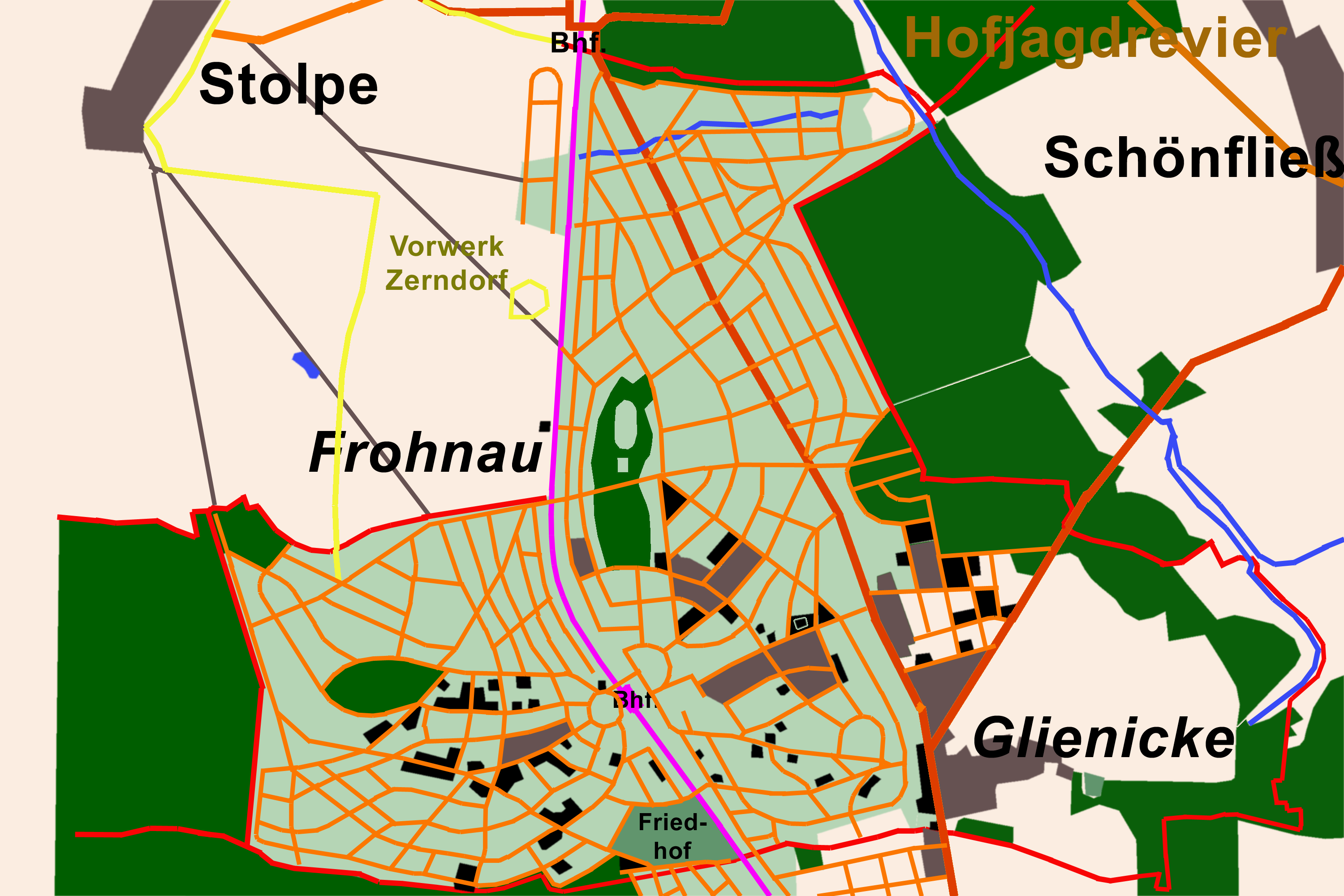
Struktur von Frohnau, um 1908

Die im Jahr 1905 vom oberschlesischen Fürsten Guido Henckel von Donnersmarck gegründete Berliner Terrain-Centrale realisierte das Projekt einer Villen- und Landhaussiedlung im Grünen ab 1908. Als Baufläche diente ein 1907 von der Familie von Veltheim in Schönfließ angekauftes Waldgelände links und rechts der Berliner Nordbahn. Die neue Siedlung orientierte sich an der damals entstehenden Gartenstadtbewegung und bekam den Namen Gartenstadt Frohnau. Der Landschaftsarchitekt Ludwig Lesser erarbeitete für die Grünflächen und die Pflanzung von Straßenbäumen ein Gesamtkonzept. Den städtebaulichen Wettbewerb 1907/1908 zur Ausgestaltung der neuen Gartenstadt gewannen die Architekten Joseph Brix und Felix Genzmer. Die Gartenstadt wurde rund um das neue Bahnhofsgebäude der Berliner Vorortbahn angelegt, das nach Plänen der Architekten Gustav Hart und Alfred Lesser im Jugendstil erbaut worden war. Die radialen Haupterschließungsstraßen nehmen ihren Ausgangspunkt an der Doppelplatzanlage des Ludolfinger- und Zeltinger Platzes und verlaufen – der bewegten Topografie folgend – zumeist gekrümmt. Das Gelände wurde parzelliert und an Bauwillige verkauft.

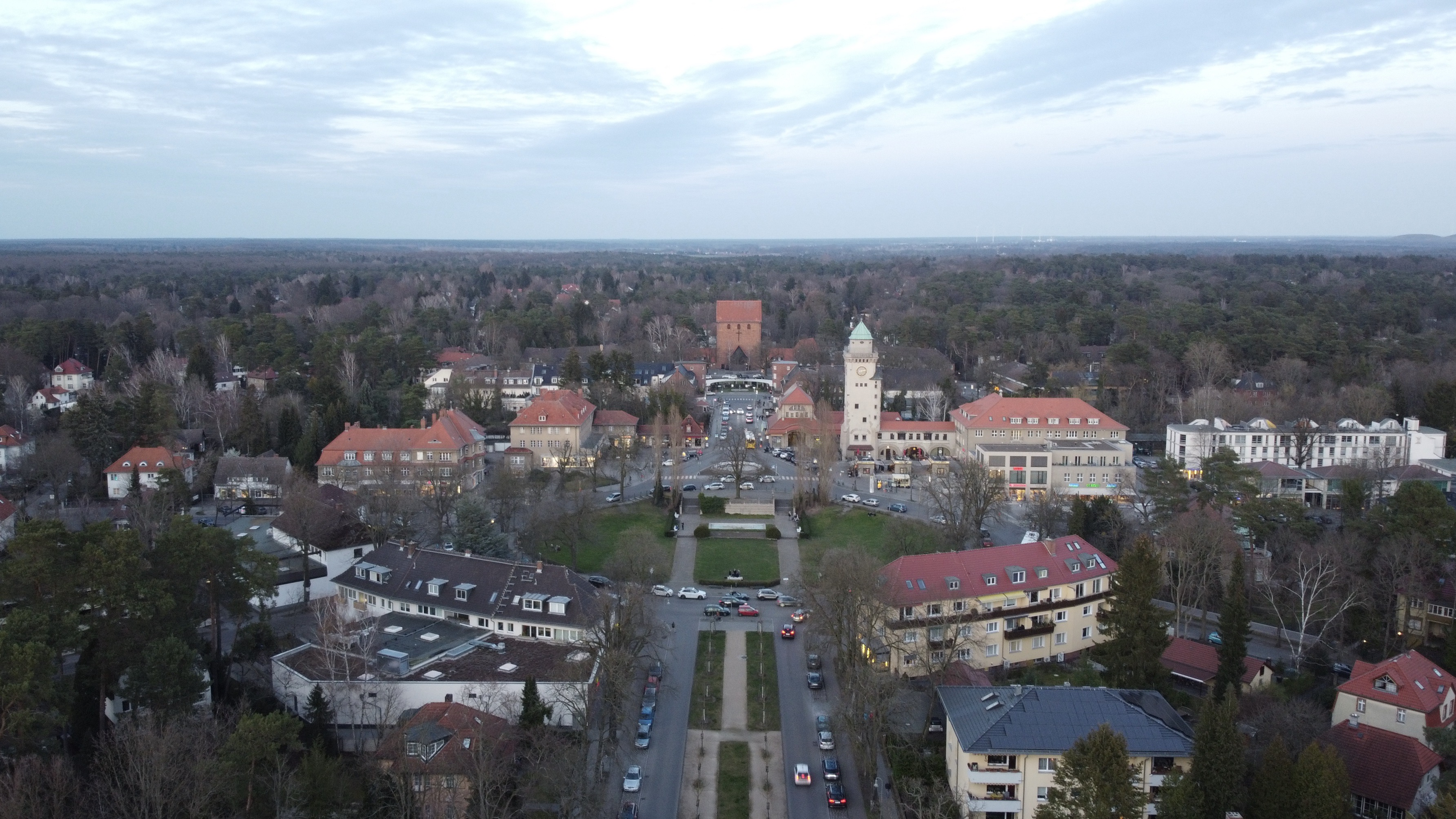
Blick auf den Ludolfingerplatz (mit Casinoturm und Kirchengebäude)

Am 7. Mai 1910 feierten die Beteiligten die Einweihung der Gartenstadt. In der kurzen Zeit bis zum Beginn des Ersten Weltkriegs im Jahr 1914 wurden nur wenige Häuser errichtet. Der größte Teil wurde erst zwischen den beiden Weltkriegen bebaut. Eine Besonderheit war die Anlage des Poloplatzes, auf dem seit 1913 Polospiele stattfanden. Bis 1932 konnten sich die Frohnauer beim Polospiel vergnügen.
Kommunalrechtlich war Frohnau zunächst ein Teil des Gutsbezirks Stolpe und bildete seit Juli 1910 einen eigenen Gutsbezirk. Das nördlich der Schönfließer Straße gelegene Gebiet des Gutsbezirks wurde 1916 eigentumsrechtlich durch eine Schenkung des Fürsten von Donnersmarck an den Kaiser abgetrennt. Erschüttert über die Schrecken des Ersten Weltkriegs stellte der Fürst dieses Gebiet für eine Heil- und Pflegeanstalt für verwundete oder erkrankte Soldaten sowie für ein militärärztliches Forschungsinstitut zur Verfügung. Weder die ursprünglich geplante Wohnbebauung dieses Gebiets noch die geplanten Einrichtungen wurden realisiert, obwohl dort bereits die Straßen gepflastert und Gehwege mit Straßenbäumen angelegt worden waren und ein fertiger Bebauungsplan existierte. So blieb ein Teil des Frohnauer Forstes mit gepflasterten Straßen erhalten und kann durchwandert werden. Pläne von 1917, dieses Gebiet als einen neuen Gutsbezirk Kaiserlich Frohnau einzurichten, wurden ebenfalls nicht mehr verwirklicht.
Am 1. Oktober 1920 wurde der Gutsbezirk Frohnau aus dem Kreis Niederbarnim der Provinz Brandenburg nach Groß-Berlin eingegliedert und bildet seitdem einen Ortsteil des Bezirks Reinickendorf. 
Der in den 1930er Jahren entstandene Plan, den nördlichen Teil des Berliner Autobahnringes durch den Wald im Norden Frohnaus zu führen, wurde nicht realisiert. Im äußersten Norden Frohnaus entstand 1938 die Invalidensiedlung auf einem hufeisenförmigen Grundriss. Ihr Haupteingang war nach Norden zum brandenburgischen Hohen Neuendorf hin orientiert.

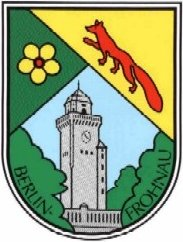
Wappen von Frohnau

Am 22. April 1945 besetzten sowjetische Truppen den Ortsteil. Vom 12. August 1945 bis zum 2. Oktober 1990 gehörte er zum Französischen Sektor Berlins. Im Westen, Norden und Osten umgab den Ortsteil das ab Juni 1952 abgesperrte Territorium der  SBZ/DDR. Die Oranienburger Chaussee im Verlauf der F 96 war durch den Entenschnabel, einen zur SBZ/DDR gehörenden Geländestreifen der Straße Am Sandkrug, von der südlich weiterführenden Berliner Straße abgeriegelt. Am 25. Dezember 1952 ereignete sich in Frohnau ein schwerer Grenzzwischenfall, bei dem Sowjetsoldaten den West-Berliner Polizisten Herbert Bauer erschossen. Frohnau war bis zur Öffnung der F 96 im Februar 1990 infolge des Mauerfalls im Wesentlichen nur über drei Straßen vom südlich gelegenen Ortsteil Hermsdorf her erreichbar. Die Rote Chaussee, die Frohnau durch den Tegeler Forst mit Heiligensee verbindet, wurde von den französischen Streitkräften angelegt.
Die neuzeitliche Stadthymne Frohnau-Lied wurde 1986 im Rahmen eines Wettbewerbs nach einem Text des Reinickendorfers Fritz Eckardt vertont. Das Wappen von Frohnau entstand 1987 ebenfalls im Rahmen eines Wettbewerbs.
Am 19. und 20. Juni 2010 feierte Frohnau sein 100-jähriges Bestehen.

## Bevölkerung
| Jahr | Einwohner |
| ---- | --------- |
| 1910 | 00220     |
| 1919 | 01.191    |
| 1930 | 03.746    |
| 1938 | 10.023    |
| 1946 | 12.320    |
| 1950 | 13.085    |
| 1960 | 13.311    |
| 1970 | 14.104    |
| 1987 | 16.644    |
| 2000 | 17.114    |

| Jahr | Einwohner |
| ---- | --------- |
| 2007 | 17.049    |
| 2010 | 16.565    |
| 2015 | 16.723    |
| 2020 | 16.689    |
| 2021 | 16.540    |
| 2022 | 16.582    |
| 2023 | 16.399    |
| 2024 | 16.371    |

## Sehenswürdigkeiten und Kultur

### Bauwerke

#### Kirchen

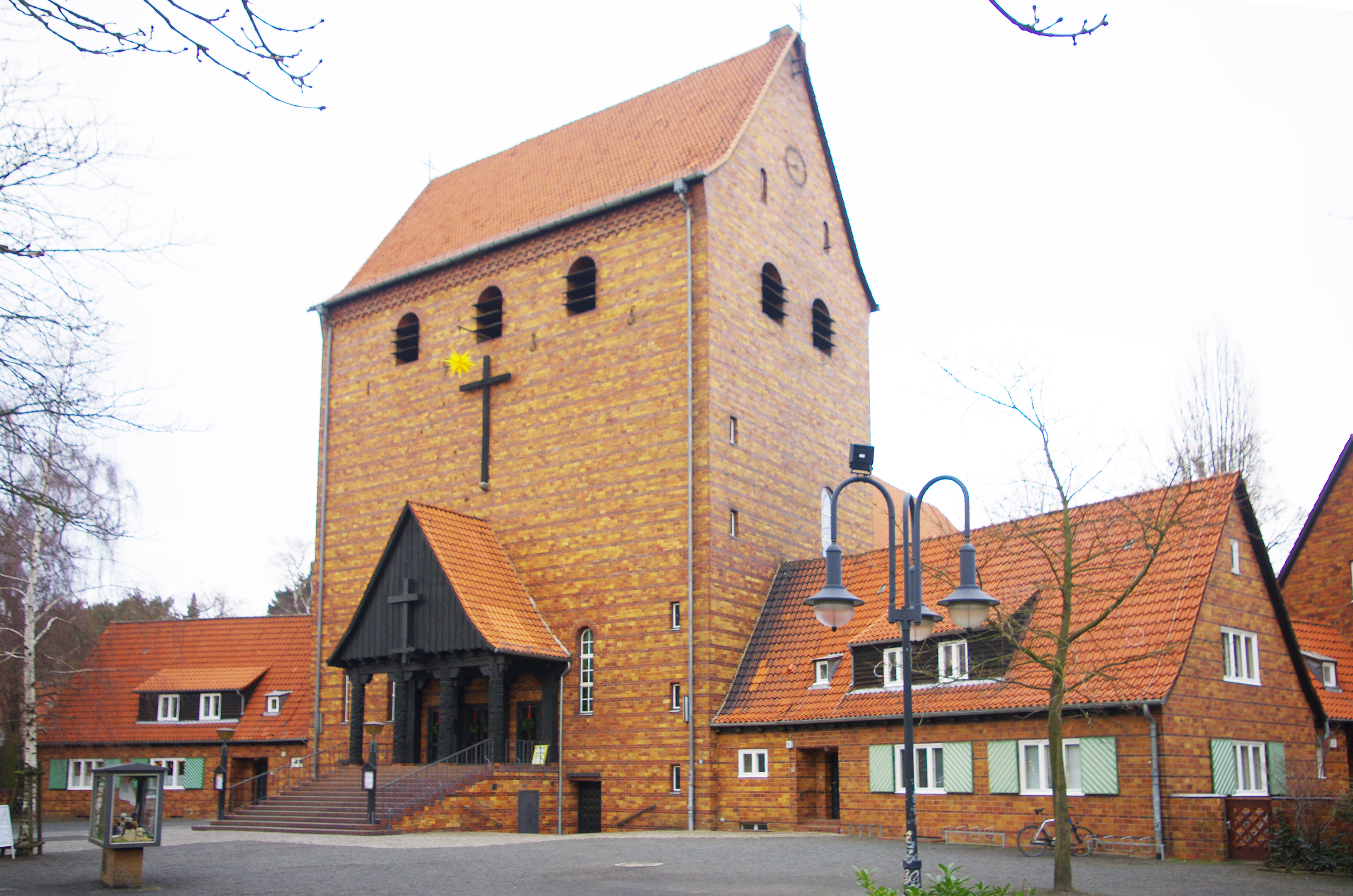
Johanneskirche

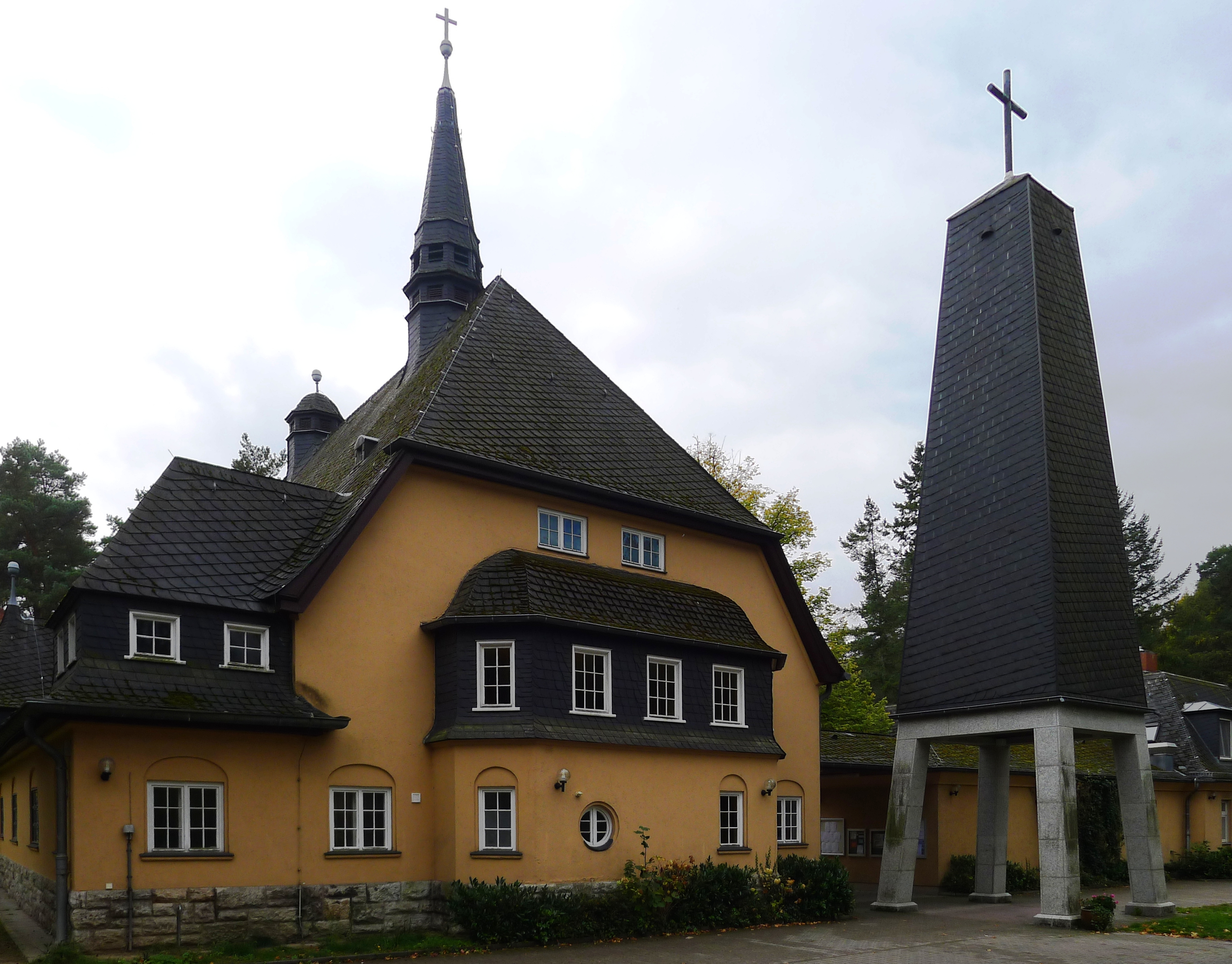
Ehemalige evangelische Kirche, nun St. Hildegard

Die evangelische Johanneskirche wurde 1935–1936 zusammen mit dem Gemeindehaus nach einem Entwurf der Brüder Walter und Johannes Krüger erbaut (Erbauer des Tannenberg-Denkmals). Der Turm erinnert in seiner Gestaltung an romanische Westwerke mittelalterlicher Wehrkirchen. Der Vorbau vor dem Kircheneingang wird von vier Eichenstämmen aus dem Tegeler Forst getragen. In diese hat der Bildhauer Karl Sylla die Symbole der vier Evangelisten und weitere christliche Sinnbilder geschnitzt. Den Altar mit Leuchter gestaltete der Bildhauer Fritz Thiel. Die 1967 von Götz Löpelmann geschaffenen abstrakten Bleiglasfenster stellen die Schöpfungsgeschichte dar.
Die evangelische Gemeinde Frohnau wurde 1922 von der Gemeinde Stolpe abgetrennt. Vor dem Bau der Johanneskirche hatten die Gottesdienste in einem Gebäude in der Senheimer Straße stattgefunden, das ursprünglich als Turnhalle erbaut worden war. Diese Turnhalle war im Ersten Weltkrieg ein Lazarett und wurde schließlich von der katholischen Gemeinde Frohnaus erworben. Seitdem befindet sich dort die katholische Kirche St. Hildegard. Sie ist Hildegard von Bingen geweiht und beherbergt eine Reihe von bemerkenswerten Kunstgegenständen.

#### Buddhistisches Haus
Bauherr des Buddhistischen Hauses war der Arzt Paul Dahlke, der auf seinen Asienreisen den Buddhismus kennengelernt hatte. Als ein Zentrum dieser Religion ließ er von 1923 bis 1924 durch den Pankower Architekten Max Meyer ein villenartiges Wohnhaus mit einem dahinter gesetzten, im japanischen Stil gehaltenen Tempelbau errichten. Hier leben seitdem buddhistische Mönche, halten regelmäßig Vorträge und organisieren Diskussionen.

#### Umspannwerk und ehemalige Straumerbrücke
Eine der historischen Zufahrten von der Oranienburger Chaussee aus nach Frohnau befindet sich am Fürstendamm. Der dort verlaufende Höhenzug aus Pfingstberg und Krugberge musste hierfür durchbrochen werden. Der durch den Fürstendamm gebildete Einschnitt wurde entlang des Höhenzugs durch eine hölzerne Fußgängerbrücke überspannt, die gleichzeitig als Aussichtsplattform diente. Die Entwürfe lieferte 1907 der Architekt Heinrich Straumer. Im Jahr 1944 brannte die Brücke ab. Erhalten blieb das steinerne nördliche Brückenwiderlager, in dem sich ein Umspannwerk befand. Dieses Gebäude wurde nach 2011 saniert und beherbergt heute ein Weinlokal.

#### S-Bahnhof Frohnau

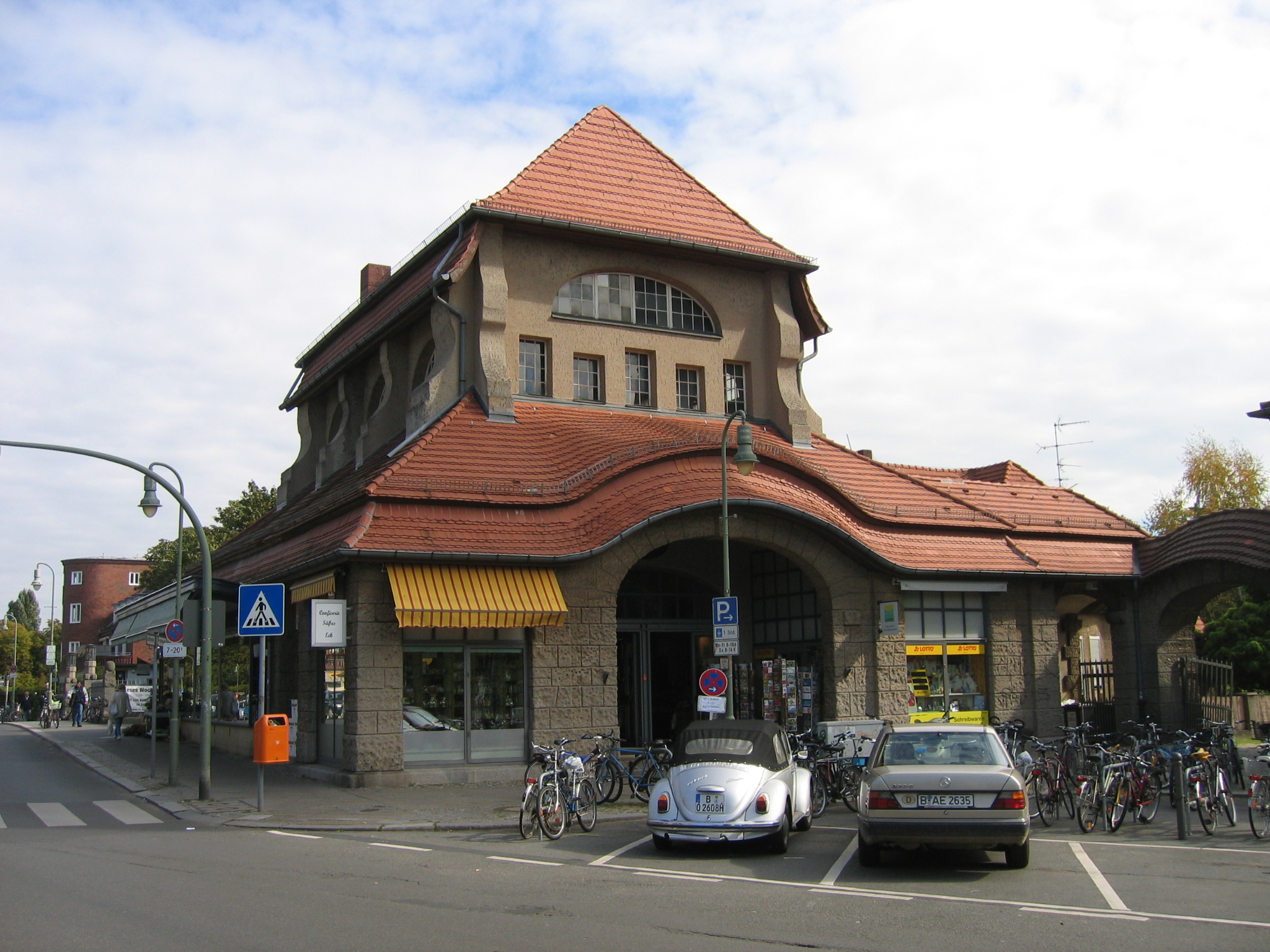
Bahnhofsgebäude Frohnau

Das Bahnhofsgebäude mit dem tiefgelegenen Bahnsteig ließ die Eisenbahndirektion Berlin 1908–1910 ebenfalls nach einem Entwurf der Architektengemeinschaft Gustav Hart & Alfred Lesser errichten. Die Berliner Terrain-Centrale, die damals Frohnau als neues Siedlungsgebiet erschloss, leistete einen Baukostenzuschuss von 30.000 Mark (kaufkraftbereinigt in heutiger Währung: rund 212.000 Euro) und übernahm die Betriebskosten für vier Jahre. Schon lange vor der Gründung Frohnaus verkehrte hier seit 1877 die Berliner Nordbahn zwischen Berlin und Stralsund. Bei der Anlegung der Frohnauer Brücke im Jahre 1909 legte man die Bahngleise tiefer, schüttete die Umgebung auf und baute die Straßenbrücke als Verbindung der beiderseits der Bahn gebauten Ortsteile.
Am 1. Mai 1910 wurde der neue Bahnhof Frohnau eingeweiht; es wurden 1640 Besucher gezählt. Zwischen 1984 und 1986 wurde der Bahnhof renoviert. Im Jahr 2010 wurde das Bahnhofsgebäude im Rahmen des Konjunkturpaketes I der Bundesrepublik Deutschland energetisch saniert, der Energieverbrauch wird dadurch um 41 Prozent gesenkt.

#### Wasserturm
Der auf dem städtischen Friedhof Hermsdorf auf einem natürlichen Hügel befindliche Wasserturm steht auf Frohnauer Gebiet. Er wurde 1908/1909 nach Plänen und unter Leitung des Bremer Architekten Carl Francke erbaut. Der seinerzeit in Hermsdorf wohnende Maler Max Beckmann hat ihn in zwei Gemälden abgebildet, unter anderem in der Phase der Erbauung, das zweite Gemälde zeigt den Turm zwar noch unfertig, der war aber nachweislich 1913 bereits fertig. Der Friedhof entstand erst nach Fertigstellung des Turmes.
Der Turm, mit hellem Sandstein verkleidet, ist 30 Meter hoch und versorgte ursprünglich Hermsdorf, Frohnau, Waidmannslust und Lübars mit dem notwendigen Wasserdruck. Der Wasserbehälter konnte maximal 500 m³ fassen, war aber nur etwa 20 Jahre in Betrieb. Während des Zweiten Weltkriegs diente der Turm als Beobachtungsposten für Polizei und Luftwaffe.

#### Casinoturm

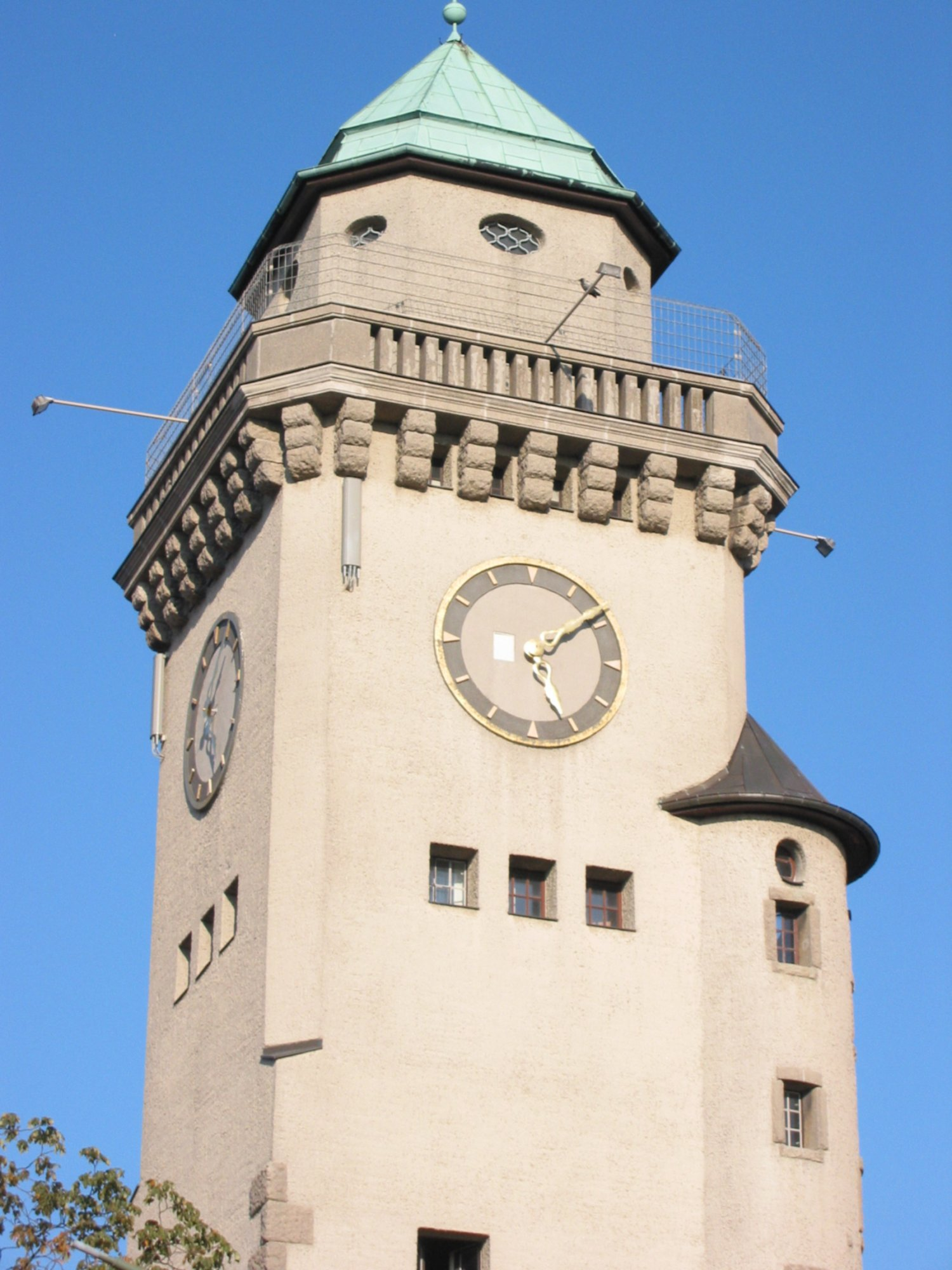
Casinoturm

Der Casinoturm wurde 1909–1910 als 30 Meter hohes Wahrzeichen und Landmarke des Ortsteils nach einem Entwurf der Architekten Gustav Hart und Alfred Lesser erbaut. Der balkonartige Umgang unterhalb der Turmspitze in einer Höhe von 26,5 Metern ist als Aussichtsplattform gestaltet. An der Turmfassade befinden sich Uhren nach allen vier Himmelsrichtungen. Über dem Haupteingang ist die Skulptur eines Hirschkopfes angebracht, dem das Geweih eines im kaiserlichen Hofjagdrevier bei Oranienburg erlegten Hirsches aufgesetzt ist. Im Inneren ist der Turm mit einem – schon lange außer Betrieb gesetzten – Behälter mit 49 m³ Inhalt zur Wasserversorgung des Bahnhofsgeländes und der angrenzenden Geschäftsgebäude ausgestattet, es handelt sich demnach eigentlich um einen Wasserturm. An seiner Südwestecke verfügt der Turm über einen bis zur Höhe von etwa 20 m führenden Treppenturm, der sich wie ein Eckerker an den Turmbau anfügt.

#### Ehemalige Richtfunkanlage

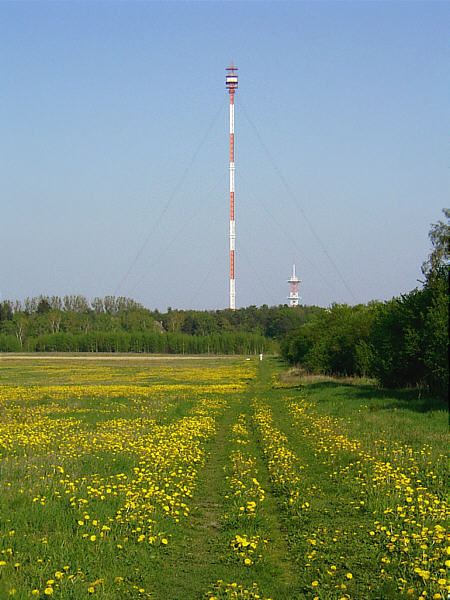
Ehemalige Richtfunkanlage von Nordwesten gesehen

In einem Waldstück in der Nähe des Hubertussees liegt an der Straße Jägerstieg die ehemalige Richtfunkanlage Frohnau. Die intern Funkübertragungsstelle Berlin 25 genannte Anlage wurde von der Landespostdirektion Berlin in den 1970er Jahren gebaut, um zusätzliche Richtfunkverbindungen nach Westdeutschland zu schaffen und damit die Anlagen am Fernmeldeturm Berlin-Schäferberg zu entlasten. Die beiden Antennenträger in Frohnau waren in das Telefon- bzw. Rundfunkübertragungsnetz der Deutschen Bundespost eingebunden und dienten zu keiner Zeit der Aussendung von Rundfunkprogrammen.
Neben dem 117,5 Meter hohen freistehenden Stahlfachwerkturm, der heute überwiegend dem Mobilfunk dient, stand ab 1978 ein anfangs 344 Meter hoher, abgespannter Gittermast, der nach dem Fernsehturm das zweithöchste Bauwerk Berlins und das vierthöchste Deutschlands war. Er ermöglichte erstmals, zum zeit- und baugleich errichteten Mast Gartow 2 auf dem Höhbeck im Landkreis Lüchow-Dannenberg, eine (Quasi-)Sichtverbindung über das Territorium der DDR hinweg zum westlichen Bundesgebiet und musste daher nicht die bis dahin verwendete, sehr aufwendige und störanfällige, Technik des Überhorizontrichtfunks (Scatter) nutzen.
Die Betriebskanzel des Gittermastes wurde 1982 erweitert, um Platz für Abhörtechnik der französischen und US-amerikanischen Besatzungsmacht zu schaffen, die von dort aus besser den VHF- und UHF-Funkbetrieb im Bereich des Warschauer Paktes erfassen konnten. Da auch die Installation der Antennen Platz benötigte, musste der Mast zusätzlich um rund 14 Meter auf 358,58 Meter erhöht werden.
Nach der deutschen Wiedervereinigung konnten die aufwendigen Richtfunkstrecken in Richtung Westen durch Fernkabel ersetzt werden. Da der Erhalt des Gittermastes hohe Kosten verursachte und sich keine neuen Nutzungsmöglichkeiten ergaben, wurde der Mast am 8. Februar 2009 gesprengt.

### Kultur

#### Einrichtungen

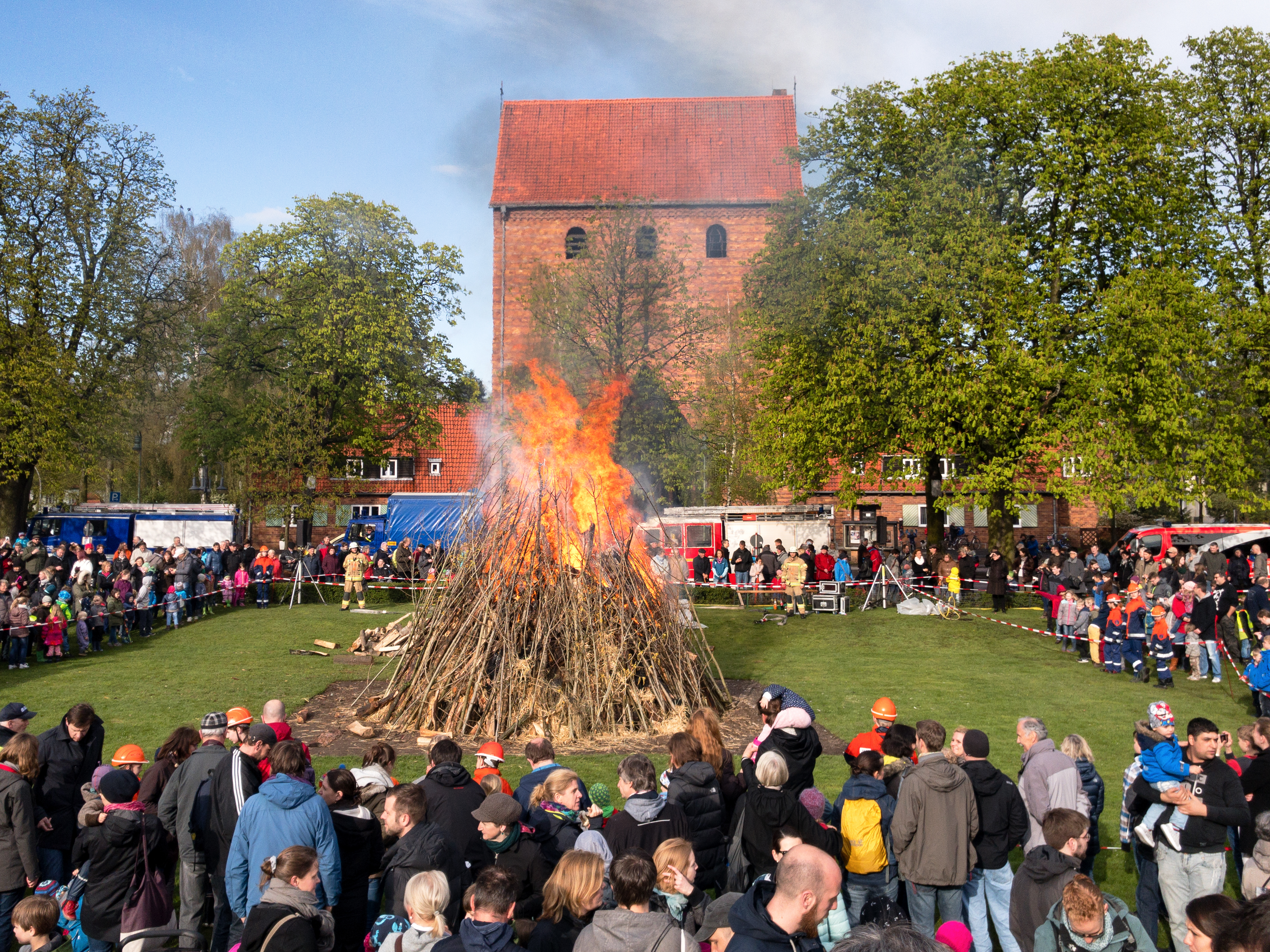
Osterfeuer 2017 vor der Kirche

- Centre Bagatelle (Zeltinger Straße 6), kulturelles Angebot mit zahlreichen Kursen und regelmäßigen Konzerten verschiedener Musikrichtungen
- Kunsthand Berlin
- Künstlerhof Frohnau auf dem Waldgelände (Hubertusweg 60) in ehemaligen Lazarettgebäuden aus den 1920er Jahren und einem Neubau von 1970, Produktionsstätte für Künstler der Richtungen Malerei, Bildhauerei, Keramik, Grafik, Glasverarbeitung, Konzeption, Videotechnik und Internet, Schriftstellerei, Fotografie, Musik und Komposition[19]
- Stadtbibliothek Frohnau

#### Regelmäßige Veranstaltungen
- Osterfeuer
- Kunsthandwerksmarkt (jeweils Frühjahr, Herbst, Weihnachten)

## Verkehr

### Öffentlicher Personennahverkehr
Frohnau liegt an der Berliner Nordbahn. Am Bahnhof Berlin-Frohnau verkehrt die Linie S1 und seit 2. April 2024 die S85 der Berliner S-Bahn. Die S1 verbindet im 10-Minuten-Takt den Ortsteil mit der Berliner Innenstadt sowie in der Gegenrichtung alle 20 Minuten mit Oranienburg. Montag bis Freitag verkehrt die S85 zwischen Frohnau und Grünau im 20-Minuten-Takt. 
Darüber hinaus erschließen die Buslinien 125 und 220 den Ortsteil und verbinden ihn mit den benachbarten Ortsteilen. Die Buslinie 806 der OVG bietet einen Anschluss ins Brandenburger Umland. Mit der Linie N20 existiert auch eine Nachtverkehrslinie.

### Individualverkehr
Die in Nord-Süd-Richtung verlaufende Oranienburger Chaussee (B 96) verbindet Frohnau mit dem nördlichen Berliner Autobahnring (A 10) und der Berliner Innenstadt. Weitere Straßenverbindungen führen in die benachbarten Orte und Ortsteile Glienicke/Nordbahn, Berlin-Hermsdorf und Berlin-Heiligensee.

## Öffentliche Einrichtungen

### Schulen
- Renée-Sintenis-Grundschule, benannt nach der in Berlin gestorbenen Bildhauerin, Zeichnerin und Grafikerin Renée Sintenis.[20]
- Victor-Gollancz-Grundschule, benannt nach dem englischen Verleger Victor Gollancz, der – selbst jüdischen Glaubens – nach dem Zweiten Weltkrieg gegen die These von der Kollektivschuld des deutschen Volkes antrat und sich dafür einsetzte, der notleidenden deutschen Bevölkerung zu helfen.[21]
- Evangelische Schule in Frohnau (Grundschule und Gymnasium).

### Feuerwehr
Die Freiwillige Feuerwehr Frohnau ist zuständig für den Feuerwehr- und Rettungsdienst in der Gartenstadt.

## Sport
- Frohnauer SC, Fußballverein seit 1946[22]
- Frohnauer Traditionsläufe, wie der Frohnaulauf[23], die Sägerserie[24] oder der Herbstwaldlauf[25] des SC Tegeler Forst

## Persönlichkeiten

### In Frohnau geboren
- Ursela Monn (* 1950), Schauspielerin und Sängerin
- Frank Steffel (* 1966), Politiker (CDU)
- Philipp Christopher (* 1980), Schauspieler
- Caroline Fischer (* 1984), Pianistin

### Mit Frohnau verbunden
- Guido Henckel von Donnersmarck (1830–1916), Gründer von Frohnau
- Paul Dahlke (1865–1928), Arzt und Begründer des Buddhistischen Hauses
- Arthur Wehnelt (1871–1944), Physiker, lebte in Frohnau
- Bernhard Hoetger (1874–1949), Bildhauer, lebte 1939–1943 in der Gollanczstraße 40 (Gedenktafel)
- Paul Poser (1876–1940), Architekt, entwarf zahlreiche Gebäude der Gartenstadt Frohnau
- Otto Schwarz (1876–1960), Reichsgerichtsrat, lebte in Frohnau
- Heinrich Straumer (1876–1937), Architekt des Umspannwerkes Frohnau
- Wilhelm Staehle (1877–1945), Kommandant der Invalidensiedlung, Widerstandskämpfer gegen den Nationalsozialismus
- Alex Braune (1880–1942), Varietéunternehmer, lebte in Frohnau
- Robert Henseling (1883–1964), Astronom, lebte in Frohnau
- Wilhelm Blume (1884–1970), Pädagoge, lebte am Speerweg 36 (Gedenktafel)
- Oskar Loerke (1884–1941), Dichter und Schriftsteller, lebte in der Kreuzritterstraße 8 (Gedenktafel)
- Carl Einstein (1885–1940), Schriftsteller, lebte in der Zeltinger Straße 54 (Gedenktafel)
- Max Trapp (1887–1971), Komponist, lebte ab den 1920er Jahren in Frohnau
- Karl Neuhof (1891–1943), Widerstandskämpfer gegen den Nationalsozialismus, lebte in Frohnau
- Kurt Fischer (1892–1942), Wegbereiter des Buddhismus in Deutschland, lebte im Buddhistischen Haus
- Annemarie Wolff-Richter (1900–1945), Heilpädagogin, Opfer des Nationalsozialismus, lebte in der Oranienburger Chaussee 53 (Stolperstein)
- Friedrich Thiergart (1905–1977), Apotheker, gründete 1947 die Elch-Apotheke in Frohnau und leitete sie bis 1968
- Harry Pieper (1907–1978), 1930–1934 Leiter des Buddhistischen Hauses
- Peter Kraske (1923–2019), Pfarrer in Frohnau
- Peter Sandloff (1924–2009), Filmkomponist, vertonte das Frohnau-Lied
- Tilly Boesche-Zacharow (1928–2025), Schriftstellerin und Verlegerin, lebt seit 1968 in Frohnau
- Paul Brandenburg (1930–2022), Bildhauer, lebte in Frohnau
- Hans-Dieter Lösenbeck (1934–2020), Journalist, lebte in Frohnau
- Horst Bosetzky (1938–2018), Kriminalromanautor, lebte in Frohnau
- Reinhard Mey (* 1942), Musiker, lebt in Frohnau
- Detlef Dzembritzki (* 1943), Politiker (SPD), lebt in Frohnau
- Bettina Wegner (* 1947), Liedermacherin, lebt in Frohnau
- Rainer Hunold (* 1949), Schauspieler, lebt in Frohnau
- Christian Berkel (* 1957), Schauspieler, in Frohnau aufgewachsen
- Norbert Boesche (1959–2002), Autor und Verleger, schrieb über die im Nationalsozialismus ermordeten jüdischen Bürger Frohnaus
- Michael F. Feldkamp (* 1962), Historiker, lebt seit 2002 in Frohnau
- Farin Urlaub (* 1963), Gitarrist und Gründer der Band Die Ärzte, in Frohnau aufgewachsen
- Leonhard Horowski (* 1972), Historiker, Publizist und Buchautor, in Frohnau aufgewachsen